# Alberto Lleras Camargo
Alberto Lleras Camargo (Bogota, 1903- idem, 1990) est un homme d'État colombien. Il est président de la République de 1945 à 1946 et de 1958 à 1962.

## Biographie
Il est membre du Parti libéral colombien. Il est membre du congrès de 1931 à 1935. Il est ministre de l'éducation et ministre des affaires étrangères sous le gouvernement d'Alfonso López Pumarejo. Finalement, il est président de la Colombie de 1958 à 1962.